# Дорошенко Микола Петрович
Микола Петрович Дорошенко (нар. 23 грудня 1958, Стара Оржиця) — український дипломат. Надзвичайний і Повноважний Посол України в Киргизькій Республіці (2015–2017).
Надзвичайний і Повноважний Посол України в Республіці Узбекистан (14 квітня 2020 — 21 липня 2025).

## Життєпис
Народився 23 грудня 1958 року у селі Стара Оржиця на Київщині. У 1981 році закінчив Київський державний педагогічний інститут ім. О. М. Горького, історичний факультет. Кандидат історичних наук, доцент. У 2001 році отримав Сертифікат про участь в програмі Гарвардського університету «Ризики, виклики та перспективи співробітництва в Чорноморському регіоні». У 2002 році отримав Диплом Школи управління ім. Джона Ф.Кеннеді Гарвардського університету за програмою підвищення кваліфікації державних службовців високого рівня з питань безпеки в Чорноморсько-Каспійському регіоні.
У 1981—1995 рр. — на викладацькій та науково-педагогічній роботі.
У 1995—1997 рр. — перший секретар, завідувач відділу Росії Міністерства закордонних справ України.
У 1997—1999 рр. — завідувач відділу країн СНД, Азії, Африки та країн Латинської Америки Управління зовнішньої політики Адміністрації Президента України.
У 1999—2004 рр. — завідувач відділу, заступник керівника Управління зовнішньополітичних аспектів національної безпеки Апарату Ради національної безпеки та оборони України.
У 2004—2005 рр. — радник-посланник Посольства України в Росії.
У 2005—2007 рр. — займався приватним бізнесом.
У 2007—2012 рр. — проректор з міжнародного співробітництва Національного університету державної податкової служби України.
У 2012—2015 рр. — заступник директора, директор Першого територіального департаменту Міністерства закордонних справ України, Посол з особливих доручень. Секретар Української частини Підкомітету з міжнародного співробітництва Українсько-Російської міждержавної комісії.
З 2015 по 2017 рр. — Надзвичайний і Повноважний Посол України в Киргизькій Республіці.
У 2017—2018 рр. — заступник директора Департаменту державного протоколу МЗС України.
У 2018—2019 рр. — заступник директора Департаменту міжнародної безпеки МЗС України.
У 2019—2020 рр. — заступник директора Департаменту протидії загрозам з боку Російської Федерації МЗС України.
З 14 квітня 2020 по 21 липня 2025 року — Надзвичайний і Повноважний Посол України в Республіці Узбекистан.
16.09.2016 — очолюючи українську делегацію на засіданні Ради глав держав-учасниць СНД в Бішкеку, Микола Дорошенко зазначив незаконність анексії Криму в присутності президента Росії Путіна. Виступаючи перед президентами, в числі яких був і Путін, Микола Петрович вказав на неприпустимість головування Росії в СНД в 2017 році, як країни-агресора, а також перепису населення в країнах СНД, яка планується на 2020 рік, якщо Автономна Республіка Крим залишиться під окупацією.
У відповідь Путін заявив, що анексія Криму знаходиться «у повній відповідності з міжнародним правом і Статутом ООН». Як відомо, в березні 2014 року, Генасамблея ООН засудила анексію Криму, окупацію Росією півострова підтримали тільки Північна Корея і Зімбабве. Більшість країн затвердили резолюцію, що підтверджує територіальну цілісність України.

## Дипломатичний ранг
- четвертий ранг державного службовця (25 травня 1999)[10].
- третій ранг державного службовця (11 червня 2001)[11].
- Надзвичайний і Повноважний Посланник другого класу (5 січня 2005)[12].
- Надзвичайний і Повноважний Посланник першого класу (24 серпня 2012)[13].
- Надзвичайний і Повноважний Посол (2020)[14].